# جستين عماش
جستين عماش (بالإنجليزية: Justin Amash) (غراند رابيدز ، ميشيغان ، 18 أبريل 1980 –) هو محام أمريكي وعضو جمهوري مجلس النواب الأمريكي لولاية ميشيغان. وبدأ في شهر يناير 2011 بوظيفة النائب للناحية الانتخابية الثالثة بمدينة غراند رابيدز، ميشيغان.كان ثاني عضو فلسطيني أمريكي وسوري أمريكي في الكونجرس. كان عماش في الأصل جمهوريًا، ثم أصبح مستقلاً في عام 2019. انضم إلى الحزب الليبرالي في العام التالي، وترك الكونجرس في يناير 2021 باعتباره الليبرالي الوحيد الذي خدم في الكونجرس. ومن المقرر أن يعود عماش إلى الحزب الجمهوري في عام 2024.
حظي عماش باهتمام وطني عندما أصبح أول عضو جمهوري في الكونجرس يدعو إلى عزل دونالد ترامب، وهو الموقف الذي احتفظ به بعد مغادرته الحزب.
انتُخب عماش للمرة الأولى لمجلس النواب القومي في إنتخاب 2010، وكان فيما سبق يشغل منصب عضو مجلس نواب ميشيغان الذي ينوب عن الناحية الثانية والسبعين التي هي وسط مدينة كينتوود وتشمل موقع بيته بقرية كاسكاد وقرى كاليدونيا وجاينز أيضا. وعندما بلغ الثلاثين من عمرهِ شغل منصب النائب أشب ثاني الأمريكي القاعد خلف هارون شوك من إلينوي. وحتى 2013 كان أماش أشب سادس نائب أمريكا. وإنه رئيس المشورة الحرورية من المجلس وهو يناسب حراك حزب الشاي.
شكل عماش لجنة استكشافية للسعي للحصول على ترشيح الحزب الليبرالي للرئاسة في انتخابات عام 2020 ، قبل أن يعلن في مايو/أيار من ذلك العام أنه لن يترشح للرئاسة. ولم يترشح مرة أخرى لعضوية الكونجرس في عام 2020.

## حياته الشخصية
ولد جستين عماش في تاريخ 18 أبريل 1980 في غراند رابيدز ، ميشيغان ، والده هو عطا الله عماش، وهو مسيحي فلسطيني عاشت عائلته في الرملة حتى طردهم الجنود الإسرائيليون بالقوة خلال النكبة عام 1948. هاجر إلى الولايات المتحدة في عام 1956 برعاية قس أمريكي وعائلته، ووالدته هي ميمي، مسيحية سورية، وقد التقت بوالد جستين من خلال أصدقاء عائلتها في دمشق. وقد تزوجا في سنة 1974. 
نشأ عماش في كينتوود، ميشيغان. التحق أولاً بمدرسة كيلوجسفيل المسيحية في كينتوود، ثم التحق بمدرسة جراند رابيدز المسيحية الثانوية، والتي تخرج منها في عام 1998 كمتفوق على دفعته. ثم التحق بجامعة ميشيغان وتخرج منها عام 2002 بدرجة البكالوريوس في الاقتصاد مع مرتبة الشرف العالية. ثم التحق عماش بكلية الحقوق بجامعة ميشيغان، وتخرج بدرجة دكتور في القانون في عام 2005.
تزوج عماش وزوجته كارا (ني داي) بعد تخرجهما من الكلية، بعد أن التقيا سابقًا في المدرسة الثانوية التي التحقا بها معًا. لديهم ابن وبنتين. عماش هو مسيحي أرثوذكسي أنطاكي.

## حياته المهنية
بعد تخرجه من كلية الحقوق، أمضى أماش أقل من عام كمحامٍ في شركة المحاماة Varnum LLP في جراند رابيدز. ثم أصبح مستشارًا لشركة ميشغان للصناعات. وهي الشركة التي أسسها والده ويملكها. عمل في شركة عائلته لمدة عام قبل انتخابه لمجلس النواب في ميشيغان في عام 2008.

## مسيرته السياسية المبكرة

### مجلس نواب ميشيغان
لم يتمكن جلين ستيل الأب، ممثل الولاية الحالي عن الدائرة 72 في مجلس النواب بميشيجان، من الترشح لإعادة انتخابه في انتخابات عام 2008 بسبب حدود المدة. خاض أماش الانتخابات التمهيدية للحزب الجمهوري وهزم أربعة مرشحين آخرين قبل أن يهزم المرشح الديمقراطي ألبرت عباس في الانتخابات العامة.
خلال فترة ولايته الأولى في مجلس النواب، رعى عماش خمسة قرارات واثني عشر مشروع قانون، لم يتم تمرير أي منها. أثناء وجوده في مجلس النواب، بدأ في استخدام صفحاته على تويتر وفيسبوك للإبلاغ عن تصويته في المجلس وشرح أسبابه، وكان لديه صفحة شفافية حكومية على موقعه على الإنترنت تسمح للناس بمشاهدة أعضاء ورواتب موظفيه.

### مجلس النواب الأمريكي

#### الجمهوريون (2011–2019)
في 9 فبراير 2010، أعلن أماش أنه سيترشح للحصول على ترشيح الحزب الجمهوري للمنطقة الثالثة في الكونجرس بولاية ميشيغان، وفي اليوم التالي أعلن النائب الحالي فيرن إيلرز أنه لن يسعى لإعادة انتخابه. خلال الحملة الأولية، تم تأييده من قبل بيتسي وديك ديفوس، ونادي النمو، والممثل رون بول، ولجنة العمل السياسي. في الانتخابات التمهيدية للحزب الجمهوري، هزم أربعة مرشحين آخرين، وقبل الانتخابات العامة بفترة وجيزة تم اختياره كواحد من "40 تحت سن الأربعين - النجوم الصاعدة في السياسة الأمريكية" وفقًا لمجلة تايم. خلال الحملة الانتخابية، دافع عن السياسة التي تدعمها حركة حزب الشاي وهزم المرشح الديمقراطي باتريك مايلز جونيور في الانتخابات العامة.
قامت لجنة التوجيه الجمهورية في مجلس النواب بإزالة عماش من لجنة الميزانية في مجلس النواب في 3 ديسمبر 2012، كجزء من تحول أكبر في قيادة الحزب. وانضم إلى الممثلين تيم هويلسكامب وديفيد شفايكرت في رسالة إلى رئيس مجلس النواب جون بوينر، مطالبين بمعرفة سبب خسارتهم لمناصبهم في اللجنة. صرح متحدث باسم النائب الجمهوري لين ويستمورلاند من جورجيا بأن عماش وهويلسكامب وشفايكرت أُقيلوا "لعجزهم عن العمل مع أعضاء آخرين". وذكرت بوليتيكو أن هؤلاء الثلاثة كانوا "أول أعضاء يُسحبون من اللجان عقابًا لهم لأسباب سياسية أو شخصية منذ ما يقرب من عقدين من الزمن".
بعد تقاعد السيناتور كارل ليفين، كان هناك تكهنات بأن أماش سيترشح في انتخابات مجلس الشيوخ عام 2014، وشجعه السيناتور مايك لي على الترشح، لكن عماش اختار الترشح لإعادة انتخابه في مجلس النواب.
تم تأييد عماش من قبل نادي النمو المحافظ ماليًا، والذي أنفق أكثر من 500 ألف دولار لدعم أماش في الانتخابات التمهيدية للحزب الجمهوري ضد أمين مدرسة إيست جراند رابيدز السابق براين إليس، والذي أيدته غرفة التجارة الأمريكية وأنفق أكثر من مليون دولار من ماله الخاص على السباق.
بعد أن هزم عماش إليس في الانتخابات التمهيدية في أغسطس، بنسبة 57% من الأصوات مقابل 43% لإيليس، كان أماش ينتقد إليس والنائب السابق بيت هوكسترا بشدة، الذي دعم إليس. قال أماش عن هوكسترا: "أنت عار. ويسعدني أننا استطعنا أن نلحق بك خسارة أخرى قبل أن تتلاشى في غياهب النسيان التام وتفقد أهميتك". اعترض أماش على أحد إعلانات إليس التلفزيونية التي نقلت عن عضو الكونجرس الجمهوري عن كاليفورنيا، ديفين نونيس، وصف أماش بأنه "أفضل صديق للقاعدة في الكونجرس"؛ وطالب باعتذار من إليس لقيامه بما وصفه بـ"حملة تشويه مقززة وحقيرة". وكما أشار كونور فريدرسدورف من مجلة ذا أتلانتيك، "صوّت أماش ضد إعادة إقرار قانون باتريوت، وأيّد إجراءً لإلغاء الاحتجاز لأجل غير مسمى، وعارض إعادة إقرار قانون تعديلات قانون مراقبة الاستخبارات الأجنبية ". وفي الانتخابات العامة، فاز أماش بولاية ثانية أمام المرشح الديمقراطي بوب غودريتش.
في عام 2011، أيد عماش حملة الممثل رون بول للحصول على ترشيح الحزب الجمهوري للرئاسة .   في عام 2015، أيد حملة السيناتور راند بول للحصول على ترشيح الحزب الجمهوري للرئاسة ، ثم أيد لاحقًا السيناتور تيد كروز بعد انسحاب بول.
من عام 2011 إلى عام 2019، غاب عماش عن تصويت واحد فقط من أصل 5374 تصويتًا.

### مستقل (2019–2020)
في مقال رأي بتاريخ 4 يوليو 2019، أعلن أماش أنه سيترك الحزب الجمهوري ويصبح مستقلاً. وقال في مقالته:
نحن نقترب بسرعة من النقطة التي يصبح فيها الكونجرس مجرد إجراء شكلي لإضفاء الشرعية على النتائج التي يمليها الرئيس ورئيس مجلس النواب وزعيم الأغلبية في مجلس الشيوخ...
 معظم الأميركيين ليسوا متشددين في الانتماء الحزبي ولا يشعرون بأنهم ممثلون بشكل جيد من قبل أي من الحزبين الرئيسيين. في واقع الأمر، أصبحت الأحزاب أكثر تحزباً جزئياً لأنها تخدم عدداً أقل من الناس، حيث يرفض الأميركيون الانتماء الحزبي بأعداد قياسية.
 مهما كانت ظروفك، أطلب منك أن تنضم إلي في رفض الولاءات الحزبية والخطابات التي تفرقنا وتحط من إنسانيتنا. إذا استمرينا في اعتبار أمريكا أمراً مسلماً به، فإننا سوف نخسرها.
في 8 يوليو 2019، قدم عماش استقالته رسميًا من الحزب إلى زعيم الجمهوريين كيفن مكارثي وزعيمة مؤتمر الجمهوريين في مجلس النواب ليز تشيني. وفي هذه العملية، استقال من مقعده في لجنة الرقابة والإصلاح. وبذلك أصبح عماش المستقل الوحيد في مجلس النواب، وأول مستقل في مجلس النواب منذ بيرني ساندرز من فيرمونت (الذي غادر مجلس النواب في عام 2007 بعد انتخابه لمجلس الشيوخ)؛ وواحد من ثلاثة مستقلين في الكونجرس الأمريكي، إلى جانب ساندرز والسيناتور أنجوس كينج من ولاية ماين.

### الليبرالية (2020-2021)
في أبريل 2020، انضم عماش إلى الحزب الليبرالي. وبذلك أصبح عماش أول عضو ليبرالي يخدم في أي من مجلسي الكونجرس.
في يوليو 2020، أعلن عماش أنه لن يسعى لإعادة انتخابه لمجلس النواب، قائلاً إنه "سيفتقد" تمثيل دائرته الانتخابية في الكونجرس.

### اللجنة الاستكشافية الرئاسية لعام 2020
في 28 أبريل 2020، وبعد أشهر من التكهنات حول دخوله السباق الرئاسي، أعلن عماش عن تشكيل لجنة استكشافية للسعي للحصول على ترشيح الحزب الليبرالي للرئاسة. في 16 مايو، سحب اسمه من الاعتبار للترشيح الليبرالي، مشيرًا إلى الاستقطاب السياسي المتزايد والآثار الاقتصادية لجائحة كوفيد-19 والتي من شأنها أن تجعل الحملة الانتخابية صعبة.

#### مهام اللجنة
- لا يوجد (8 يوليو 2019–3 يناير 2021) ( 116 )
- لجنة الرقابة والإصلاح الحكومي (3 يناير 2019 - 8 يوليو 2019) ( الدورة 116 )
- اللجنة الفرعية للحقوق والحريات المدنية ( 116 )
- اللجنة الفرعية للأمن القومي ( 116 )
- لجنة الرقابة والإصلاح الحكومي ( الدورة 115 )
  - اللجنة الفرعية لتكنولوجيا المعلومات ( الدورة 115 )
  - اللجنة الفرعية للأمن القومي ( الدورة 115 )
- لجنة الرقابة والإصلاح الحكومي ( الدورة 114 )
  - اللجنة الفرعية للأمن القومي ( 114 )
- اللجنة الاقتصادية المشتركة ( الدورة 114 )
- لجنة الرقابة والإصلاح الحكومي ( الدورة 113 )
  - اللجنة الفرعية للعمليات الحكومية ( 113 )
  - اللجنة الفرعية للأمن القومي ( 113 )
- اللجنة الاقتصادية المشتركة ( الدورة 113 )
- لجنة الرقابة والإصلاح الحكومي ( الدورة 112 )
  - اللجنة الفرعية للتنظيم الحكومي والكفاءة والإدارة المالية ( الدورة 112 )
  - اللجنة الفرعية المعنية ببرنامج إغاثة الأصول المتعثرة والخدمات المالية وعمليات إنقاذ البرامج العامة والخاصة ( الدورة 112 )
- اللجنة الاقتصادية المشتركة ( الدورة 112 )
- لجنة الميزانية ( الدورة 112 )

#### عضويات الكتلة
- كتلة الحرية (عضو مؤسس)؛ [62] استقال من الكتلة في 10 يونيو 2019. [63]
- كتلة الحرية (المؤسس والرئيس) [64]
- كتلة التعديل الثاني (عضو مؤسس) [65]

### ما بعد الجامعة
في مايو 2022، تحدث عماش في المؤتمر الوطني للحزب الليبرالي.
في نوفمبر 2022، غرد عماش بأنه سيكون على استعداد للعمل كرئيس "غير حزبي" لمجلس النواب الأمريكي، وحصل على دعم من حاكم ولاية كولورادو جاريد بوليس. أثناء التصويت على رئيس مجلس النواب في 4 يناير 2023، وصل عماش إلى مبنى الكابيتول الأمريكي لتقديم نفسه كمرشح، لكنه لم يحصل على أي أصوات. في مقابلة مع مجلة ريزون ، قال إنه "سيفتح العملية" لإنشاء التشريعات وتمريرها وانتقد المرشح لمنصب رئيس مجلس النواب كيفن مكارثي ووصفه بأنه شخص "يهتم فقط بالسلطة" بدلاً من السياسة.

## المسيرة المهنية بعد الكونغرس

### الترشح لمجلس الشيوخ الأمريكي لعام 2024
في يناير 2024، أعلن أماش عن تشكيل لجنة استكشافية للنظر في الترشح لانتخابات مجلس الشيوخ الأمريكي لعام 2024 في ميشيغان كجمهوري. في 29 فبراير 2024، أعلن رسميًا دخوله السباق.
في 6 أغسطس 2024، خسر عماش الانتخابات التمهيدية أمام ممثل الولايات المتحدة السابق مايك روجرز. حصل على 15.7% من الأصوات، وهو ما جعله في المرتبة الثانية بفارق كبير.

### الترشح لرئاسة اللجنة الوطنية الليبرالية لعام 2025
في أعقاب استقالة رئيسة اللجنة الوطنية الليبرالية السابقة أنجيلا مكاردل، أعلن عماش أنه يفكر في الترشح للمنصب الشاغر.

## المواقف السياسية
وصف عماش نفسه بأنه ليبرالي، حيث كان يخالف القيادة الجمهورية والديمقراطية على حد سواء بشكل أكثر تكرارًا من الغالبية العظمى من أعضاء الكونجرس الجمهوريين. كان عماش يُعتبر واحدًا من أكثر أعضاء الكونجرس ليبرالية، حيث حصل على درجات عالية من جماعات المصالح ذات الميول اليمينية مثل نادي النمو، ومنظمة هيريتيج أكشن، والأمريكيون من أجل الرخاء، كما حظي بالثناء من مراكز الفكر الحكومية المحدودة والمنظمات غير الربحية. كان عضوًا مؤسسًا في مجموعة الحرية في مجلس النواب، وهي مجموعة من الجمهوريين المحافظين في مجلس النواب. في يونيو 2019، غادر عماش الكتلة البرلمانية. في 4 يوليو 2019، أعلن أنه سيترك الحزب الجمهوري ليصبح مستقلاً. أعلن رسميًا عن عضويته في الحزب الليبرالي في أبريل 2020.
قبل مغادرته الحزب الجمهوري، اكتسب عماش سمعة سيئة باعتباره شخصًا مزعجًا داخل الحزب الجمهوري؛ حيث أدت آراؤه المتشددة الليبرالية والمخالفة أحيانًا إلى خلافات مع قيادة الحزب وأعضاء آخرين في وفد الكونجرس في ميشيغان. وكان عماش صريحًا بشأن نظام الحزبين الأمريكي. في مقابلة أجريت معه عام 2020، زعم أن السياسيين الوطنيين يركزون الآن على تصور وسائل الإعلام لحزبهم، في حين أن "عملية التشريع الفعلية قد تم نسيانها تقريبًا".
وصف عماش الاقتصاديين ف. أ. هايك وفريدريك باستيا بأنهما "أبطاله" وملهميه السياسيين، ووصف نفسه بأنه "ليبرالي هايكيّ". وعندما سألته صحيفة نيويورك تايمز عن منهجه في التصويت على التشريعات، أجاب: "أتبع مجموعة من المبادئ. أتبع الدستور. وهذا ما أعتمد عليه في تصويتي: الحكومة المحدودة، والحرية الاقتصادية، والحرية الفردية ".

#### الإجهاض
يعارض عماش الإجهاض والتمويل الفيدرالي للإجهاض. يصف نفسه بأنه "مؤيد للحياة بنسبة 100٪"  وفي عام 2017 صوت لصالح التشريع الفيدرالي لحظر معظم عمليات الإجهاض بعد 20 أسبوعًا من الحمل.
صوت عماش "بالحاضر"، وليس "نعم" أو "لا"، على قانون المخصصات المستمرة للعام 2011، والذي نص على وقف التمويل الفيدرالي لمنظمة تنظيم الأسرة. على الرغم من أنه يؤيد إلغاء التمويل الفيدرالي لمنظمة تنظيم الأسرة، إلا أنه امتنع عن إلغاء تمويل التشريعات، بحجة أن "التشريع الذي يحدد منظمة خاصة محددة لإلغاء تمويلها (بدلاً من جميع المنظمات التي تشارك في نشاط معين) غير مناسب" و" قانون إدانة غير دستوري على نحو يمكن القول به ".
في مايو/أيار 2012، كان عماش واحداً من سبعة جمهوريين صوتوا ضد قانون عدم التمييز قبل الولادة، والذي كان من شأنه أن يجعل من جريمة أن يقوم طبيب بإجراء عملية إجهاض لامرأة تريد إنهاء الحمل على أساس جنس الجنين. وانتقد مشروع القانون باعتباره غير فعال ومن المستحيل تقريبًا تنفيذه، وقال إن الكونجرس "لا ينبغي أن يجرم الفكر"، في حين أكد أنه يعتقد أن "كل عمليات الإجهاض يجب أن تكون غير قانونية".

#### ولاية واشنطن العاصمة
في 26 يونيو 2020، صوّت أماش ضد مشروع قانون HR 51، وهو مشروع قانون يتعلق بمنح مقاطعة كولومبيا وضع الولاية.

#### عقوبة الإعدام
في يوليو 2019، شارك عماش في رعاية مشروع قانون الممثلة أيانا بريسلي الذي من شأنه إلغاء عقوبة الإعدام على المستوى الفيدرالي.
في 26 فبراير 2020، كان أحد الممثلين الأربعة الذين صوتوا ضد قانون العدالة لضحايا الإعدام خارج نطاق القانون، والذي اعترف بالإعدام خارج نطاق القانون كجريمة كراهية فيدرالية، مشيرًا إلى أنه سيوسع نطاق استخدام عقوبة الإعدام وأن الأفعال التي يجرمها مشروع القانون غير قانونية بالفعل بموجب القانون الفيدرالي.

#### سياسة المخدرات وإصلاح الشرطة
دعم عماش الجهود الرامية إلى إلغاء تجريم القنب، بما في ذلك قانون إنهاء حظر الماريجوانا الفيدرالي في عام 2017 (الذي شارك في رعايته)  وقانون إعادة استثمار فرص الماريجوانا ومحوها (MORE) في عام 2020. سعى كلا المشروعين إلى إضفاء الشرعية على القنب على المستوى الفيدرالي من خلال إزالته من قانون المواد الخاضعة للرقابة.
في عام 2015، قدم عماش والممثل تيد ليو (ديمقراطي من كاليفورنيا) مشروع قانون لمنع إدارة مكافحة المخدرات (DEA) من تمويل برنامج القضاء على القنب من خلال مصادرة الأصول المدنية. استهدف عماش مصادرة الأصول في بيان له، قائلاً إن هذه الممارسة تسمح "لأشخاص أبرياء بمصادرة ممتلكاتهم دون اتباع الإجراءات القانونية الواجبة الكافية". في ديسمبر 2020، قدم عماش مشروع قانون بعنوان قانون إلغاء مصادرة الأصول المدنية لإلغاء هذه الممارسة على مستوى البلاد.
في يونيو 2020، قدم عماش وبريسلي قانون إنهاء الحصانة المؤهلة الذي من شأنه أن يزيل حماية الحصانة المؤهلة من ضباط إنفاذ القانون وغيرهم من المسؤولين، والتي تحميهم بشكل روتيني من الدعاوى المدنية.  
في مارس 2010، كان عماش العضو الوحيد في مجلس نواب ميشيغان الذي صوت ضد جعل البنزيل بيبرازين دواءً من الجدول الأول، قائلاً إن العقوبات المفروضة على الجرائم غير العنيفة لا ينبغي تشديدها.